# Akszyjrak
Akszyjrak (kirg.: Акшыйрак тоо тоому, Akszyjrak too tomu; ros.: Акшийрак) – masyw górski w Tienszanie, w Kirgistanie, między górami Naryn a dorzeczem rzeki Sarydżaz. Składa się z trzech równoległych pasm biegnących równoleżnikowo. Rozciąga się na długości ok. 50 km. Najwyższy szczyt osiąga wysokość 5126 m n.p.m. Zbudowany z łupków metamorficznych, wapieni i granitów. Występują lodowce górskie.